# Stazione di Castione-Arbedo
La stazione di Castione-Arbedo è una stazione ferroviaria posta lungo la ferrovia del S. Gottardo.
In passato serviva anche la linea a scartamento ridotto Bellinzona-Mesocco aperta il 6 maggio 1907, della prima tratta da Bellinzona a Lostallo per il completamento della linea Bellinzona-Mesocco e chiusa il 27 maggio 1972 al traffico viaggiatori. Dal 1995 venne riattivata insieme alla tratta fra Castione e Cama al traffico turistico e dismessa definitivamente il 27 ottobre 2013.

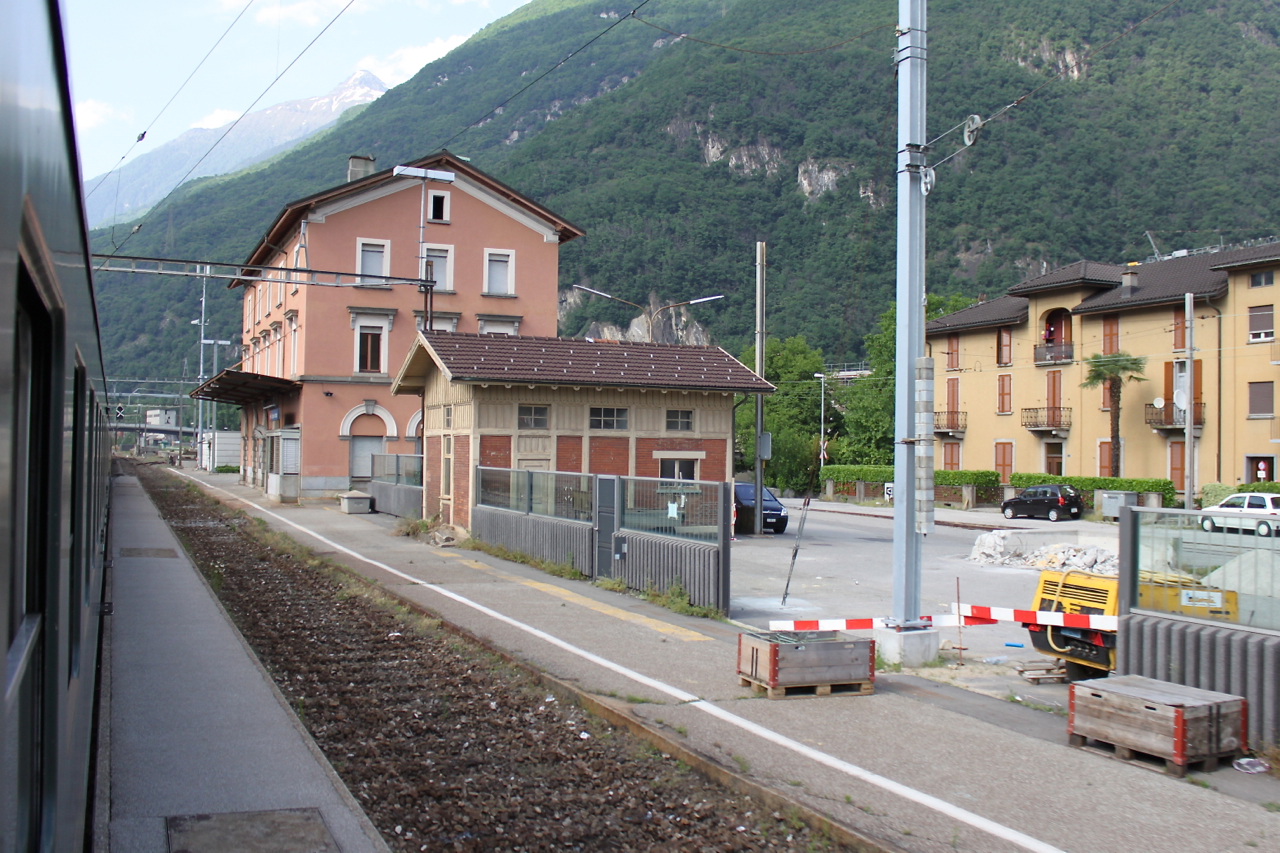
La vecchia stazione prima della sua demolizione.

## Storia
La vecchia stazione già disattivata da qualche anno venne demolita nel 2009 e poco più a sud è stata costruita una nuova stazione di moderna concezione capolinea della S20 per Locarno.